# Reichsherrschaft Dyck
Die Reichsherrschaft Dyck (die reichsunmittelbare Herrschaft Dyck) war ein Kleinstaat des Heiligen Römischen Reiches, der von 1250 bis 1806 existierte. Die Herren von Dyck wurden Ende des 11. Jahrhunderts erstmals erwähnt. 1394 erbte das Geschlecht Reifferscheid die Herrschaft Dyck, welche später als Grafen von Salm-Reifferscheid die Herrschaft Dyck bis 1795 regierten. Verwaltungssitz der Reichsherrschaft war Schloss Dyck, geistliches Zentrum das Nikolauskloster, Versammlungsort und Gerichtssitz war das Dycker Weinhaus. Das Dycker Land grenzte im Osten und Norden an das Kurfürstentum Köln, im Westen an das Herzogtum Jülich mit dem kurkölnischen Wevelinghoven und im Süden an die Herrschaft Elsen des Deutschen Ordens bzw. des Deutschordensstaats.

## Das Dycker Land
Dyck wird von Dicco abgeleitet – der Ortsname verweist auf einen Damm oder Deich. Das Gebiet gehörte ursprünglich zum Nievenheimer Gau und war Teil des größeren Gebiets einer Freigrafschaft, später der Grafschaft Liedberg, und zeitweise geldrisches bzw. kölnisches Lehen. Die Herrschaft umfasste im 13. Jahrhundert die Orte Bedburdyck, Damm, Aldenhoven, Schlich, Hemmerden, Wallrath, Stessen, Neuenhoven, seit 1400 ein Teil von Schelsen (Dycker Schelsen, Stadt Mönchengladbach) und seit 1578 die kurkölnische Unterherrschaft Hackenbroich. Zusätzlich gehörte zur Herrschaft auch die Hälfte des Gräflichen Gericht, welches sich weit über das eigene Hoheitsgebiet erstreckte; u. a. auf Glehn und Büttgen. Dyck besaß die erhebliche Zahl von 59 von ihm abhängige Lehen (Mannkammer), welche im Kriege oder bei Fehden ihrem Grundherren Waffen- und Schutzdienste leisten mussten.
An der Stelle einer seit 1349 nachweisbaren Kapelle wurde 1401 von Johann V. das Hauskloster St. Nikolaus gestiftet, die erste Niederlassung der Franziskanertertiaren am Niederrhein, dessen Baubestand 1627 (Westflügel) und 1722–1732 (Ost-, Nord-, Südflügel) durchgreifend erneuert wurde. Weiterhin gibt es auf Dyck eine Schlosskapelle. Zum Ertrag der Herrschaft trugen die im 17./18. Jh. zahlreiche Wind- und Wassermühlen bei, wozu es einen Mühlenbann gab.
Staatsrechtlich war Dyck nach Jakob Bremer ein „Wildwuchs auf dem Boden des Römischen Reiches Deutscher Nation, ohne rechtliche Bindungen an dieses, ohne Rechte, ohne Pflichten, im Bannkreis einer Burg.“ Die Herren von Dyck leisteten weder einen Lehenseid gegenüber dem Kaiser, noch zahlten sie Reichssteuern. Das Dycker Land regierten die Grafen von Salm, nach Jakob Bremer „absolutistisch“, alte Freiheitsrechte wurden zurückgedrängt, und von den Untertanen wurde verlangt (obwohl eigentlich Freie, wegen Freigrafschaft), „unbegrenzte Dienste“ zu leisten. Mit Gewalt wurde jede Selbstständigkeit, jede Verteidigung gegen die absolutistische Willkür unterdrückt, 1609 galt als Verfassung von Graf Werner: „Der Staat bin ich, der Landesherr, allein“.
Dyck war schon früh (ab dem 17. Jahrhundert) vorbildlich im Gartenbau; die Pflanzung und die Erneuerung von Obstbäumen war schon früh Pflicht in Pachtverträgen. Zu allen Zeiten sahen es die Herren von Dyck als ihre Pflicht an, die Bevölkerung an neuen Erkenntnissen teilnehmen zu lassen. Praktischer Obstbau wurde z. B. in der Volksschule ab 1823 gelehrt, auch fanden sonntäglichen Führungen durch die Gärten statt. Dies führte 1861 zu über 500 Morgen Gartenland und Obstbau im Dycker Land und im 20. Jahrhundert zu einem ausgedehnten Gemüseanbau für die Wochenmärkte der umliegenden Städte. Der heutige Anbau und Verkauf von Äpfel baut auf dieser Tradition auf.
Das ca. 9 km² große Gebiet des Dycker Lands (1794 mit 9776 Morgen Land und 2014 Einwohner), wo die Herren von Dyck die niedrige und hohe Gerichtsbarkeit ausübten, war bis 1801 im Besitz der Grafen von Salm-Reifferscheid zu Dyck und wurde dann an Frankreich abgetreten und 1815 in die Provinz Großherzogtum Niederrhein (Preußen) einverleibt. Eine regionale Sonderstellung hatten die Herren von Dyck (von 1345 bis 1669) als einer der Beisitzer des freien Gräflichen Hochgerichts im Gräflichen Land (über 10 km²), außerhalb ihres Herrschaftsgebiets, durch den Grafentitel und durch das ehrenvolle Amt des kurkölnischen Erbmarschalls, womit eine enge Verbindung, ohne territoriale Abhängigkeit, mit dem Kurfürstentum Köln bestand.

## Die Herren von Dyck
Die Herren von Dyck
Hermannus de Dicco (erwähnt 1094) war der erste bekannte Besitzer von Dyck, welche über weitläufige Rechte, Besitztümer und Kirchenpatronate in der ehemaligen Grafschaft Liedberg verfügte. Unter anderen gehörten hierzu allodiale Güter, Kirchenpatronate in Norf (Neuss), Glehn und Krefeld, der Zehnt in Nievenheim, Häuser in Duisburg und insbesondere ab 1345 eines der Richterämter (Vogt) im Gräflichen Gericht des Gräflichen Land, dem Amt Liedberg bzw. dem  Amt Hülchrath zugehörig. Hoheitsrechte im Gräflichen Land hatte nach den Weistum von 1404 nur Kurköln, jedoch zählten sich die „Gräflichen Eingessenen“ nicht dem Erzstift Köln zugehörig. Erst 1589 wurde die Sonderstellung des Gräflichen Landes vom kurkölnischen Landtag aufgehoben und der Rest des Gräflichen Landes 1669 endgültig mit 11.704 Morgen Land (ca. 10 km²) in Büttgen, Glehn und Kapellen, Kurköln einverleibt.
Ludolf von Dyck (um 1250), nannte sich als erster „dominus de Dicke“, d. h. Landesherr von Dyck. Dyck wurde 1349 Lehen des Herzogtums Geldern. Das Edelgeschlecht der Dycks war verwandt mit dem örtlichen Geschlechtern, insbesondere mit dem Grafengeschlecht Liedberg und dem Haus Myllendonk. Die Herren von Dyck waren lange Zeit Haupt der „Gesellen von den fahlen Pferden“, einer Raubritter-Gesellschaft, was dazu führte, dass 1386 die Burg von Dyck von den Städten Köln und Aachen, nach sechswöchiger Belagerung erobert wurde. Mit der Zerstörung des Herrenhauses Dyck erlosch die Lehensabhängigkeit von Geldern, die Herrschaft Dyck war wieder freies Eigentum.
Die Herren von Reifferscheid und Grafen von Salm-Reifferscheid (Linie Dyck)
Nach dem Tod von Gerhard von Dyck fiel die Herrschaft 1394 an Johann von Reifferscheidt. Seine Großmutter war Richardis von Dyck (Tochter von Konrad von Dyck). Von 1479 bis 1505 war Dyck Offenhaus sowohl von Kurköln, als auch vom Herzogtum Jülich.
Von besonderer Bedeutung für das Geschlecht Reifferscheid und auch für die Staatsentwicklung von Dyck war das Erbe der Grafschaft Alt- und Niedersalm 1455, mit 150 km². Johann VI. führte ab da den Namen Graf zu Salm, Herr zu Reifferscheid und Dyck. Durch den Tod des Bruders erbte dieser auch die Herrschaft Alfter und damit den Titel Herr zu Alfter und kölnischer Erbmarschall. Das Erbmarschallamt schloss ehrenvolle Rechte ein, insbesondere bei der Kaiserwahl, aber auch im Kriegsfall. Dieses Amt wurde insbesondere durch die jüngere Linie der Salm-Reifferscheids, d. h. von Dyck vertreten.
Diese Umstände führten dazu, dass Dyck in den folgenden Jahrhunderten von den Grafen Salm-Reifferscheid (Linie Dyck) regiert wurden und in Urkunden öfters als Grafschaft Dyck bezeichnet wurde, wobei es sich bei Dyck um eine Herrschaft handelte, welche reichsunmittelbar war, d. h. nicht lehnsabhängig und staatsrechtlich ein unabhängiger Kleinstaat. Dyck war aus reichssteuerlichen Gründen bemüht nicht reichsständisch zu sein, d. h. mit Sitz und Stimme im Reichstag vertreten zu sein, kein aktives Reichsglied zu sein und wurde daher nur sporadisch in den Reichsmartrikel geführt. Auf die Reichszugehörigkeit besann sich Dyck nur, wenn es vorteilhaft war. So wurde die Herrschaft Dyck z. B. in der Niederrheinisch-Westfälisches Reichsgrafenkollegium als Mitglied geführt, jedoch mit dem Vermerk in den Reichsmartrikel von 1792 als „noch nicht geregelt“.
Die Salm-Reifferscheids bauten im Laufe der Jahrhunderte systematisch die Herrschaft Dyck aus u. a. durch Erwerbungen wie Dycker Schelsen (von der Herrschaft Millendonk), Erweiterung des Grundbesitz (über 3.000 Morgen bis 1794). Was nicht gelang, trotz zahlreicher Versuche, war die Eingliederung des Gräflichen Landes.
Ende der Herrschaft
Die Salm-Reifferscheids regierten (absolutistisch) bis zum Einmarsch der Franzosen 1795 die Geschicke des Dycker Landes. Den Grafen von Salm-Reiferscheid wurden als ideelle Entschädigung der Herrschaft 1816 (aus Gnade) die preußische Fürstenwürde zugestanden, allerdings ohne die sachlichen Rechte der Standherren (da nach preußischer Rechtsauffassung nicht reichsständig) wie Steuerbefreiungen, Amtspolizei, freie Nutzung der Jagd etc., damit einhergehend waren alle Herrscherrechte verlustig. Zu den alten Herrschaftsrechten (vor 1795) gehörten u. a. die hohe Justiz, die bürgerliche Gerichtsbarkeit, Zoll, Weggeld und Verbrauchssteuern. Die Fürsten von Salm-Reiferscheid waren damit, im Unterschied zu anderen Standesherren (welche die Landeshoheit verlustig wurden) ab 1816 rechtlich, all ihren ehemaligen Untertanen gleichgestellt, einfache preußische Untertanen. Mit dem Tod von Franz Josef, Fürst und Altgraf zu Salm-Reiferscheid (geb. 1899 zu Wien) 1958 erlosch im Mannesstamm die Linie Salm-Reifferscheidt-Krautheim und Dyck.

## Geschichtsforschung Dycks
Die Erforschung der Geschichte der Herrschaft Dycks und des Dycker Lands (von den Anfängen bis 1950), mit Auswertung des reichhaltigen Dycker Archivs mit allen Lebensaspekten (u. a. Kriegsleiden, Handwerk u. Kirchengeschichte) erfolgte durch Jakob Bremer, der hierzu eine 800 seitige Monographie verfasst hat.